# Oscar Jacobsson
Oscar Jacobsson (7 de noviembre de 1889 en Göteborg, Vastra Götaland - 25 de diciembre de 1945 en Solberga, Gotland) fue un caricaturista sueco conocido por las tiras cómicas de Adamson publicadas en 1920 en la revista Söndags-Nisse. La historieta seguía las desventuras de un personaje mudo y fumador con un gran sombrero que se hizo popular a nivel mundial. En Estados Unidos, la tira fue titulada bajo el nombre de Silent Sam.  
Su carrera empezó en 1918 cuando publicaron su primera historieta. 
En 1965, la Academia Sueca del Cómic fundó el Premio Adamson en memoria de su creador. Tal galardón está considerado como el "Premio Nobel de los Cómics" y desde su primera edición se les hace entrega a un dibujante sueco y extranjero.
En 2012, algunas fuentes hallaron similitudes entre Adamson y Homer Simpson.